# Krokodilmolche
Die Krokodilmolche (Tylototriton) sind eine Gattung der Schwanzlurche. Ihr Verbreitungsgebiet erstreckt sich vom östlichen Himalaya über Indochina bis ins südliche und zentrale China.

## Merkmale
Die Krokodilmolche erreichen bis zu 23 Zentimeter Gesamtlänge (Weibchen von Tylototriton taliangensis). Die Weibchen sind im Regelfall etwas größer als die Männchen. Die  Krokodilmolche stehen den Rippenmolchen (Pleurodeles) verwandtschaftlich recht nahe. Dies zeigt sich bei anatomischen und morphologischen Merkmalen wie beispielsweise exponierten Warzenreihen (Rippendrüsen) entlang der Rückenseiten. Darunter befinden sich nach oben gebogene Rippenspitzen.

## Verbreitung
Das Verbreitungsgebiet reicht von  Nepal über das nordöstliche Indien mit den Bundesstaaten Sikkim und Westbengalen (Distrikt Darjeeling) über das südliche China einschließlich der Insel Hainan bis ins nördliche Südostasien mit Vorkommen in den nördlichen und zentralen Bergregionen Myanmars und im Norden Vietnams und Thailands sowie in Laos.

## Vorkommen
Die Molche leben in der vom asiatischen Monsun beeinflussten Klimazone in feuchten Gebirgswäldern bis in 3000 Meter Seehöhe.

## Haltung
Die Krokodilmolche sind wegen ihres Aussehens und ihrer Färbung in der Terrarienhaltung sehr beliebt.
Sie sind in den Aquaterrarien bei Temperaturen zwischen 16,5 und 19 °C am aktivsten.

## Arten

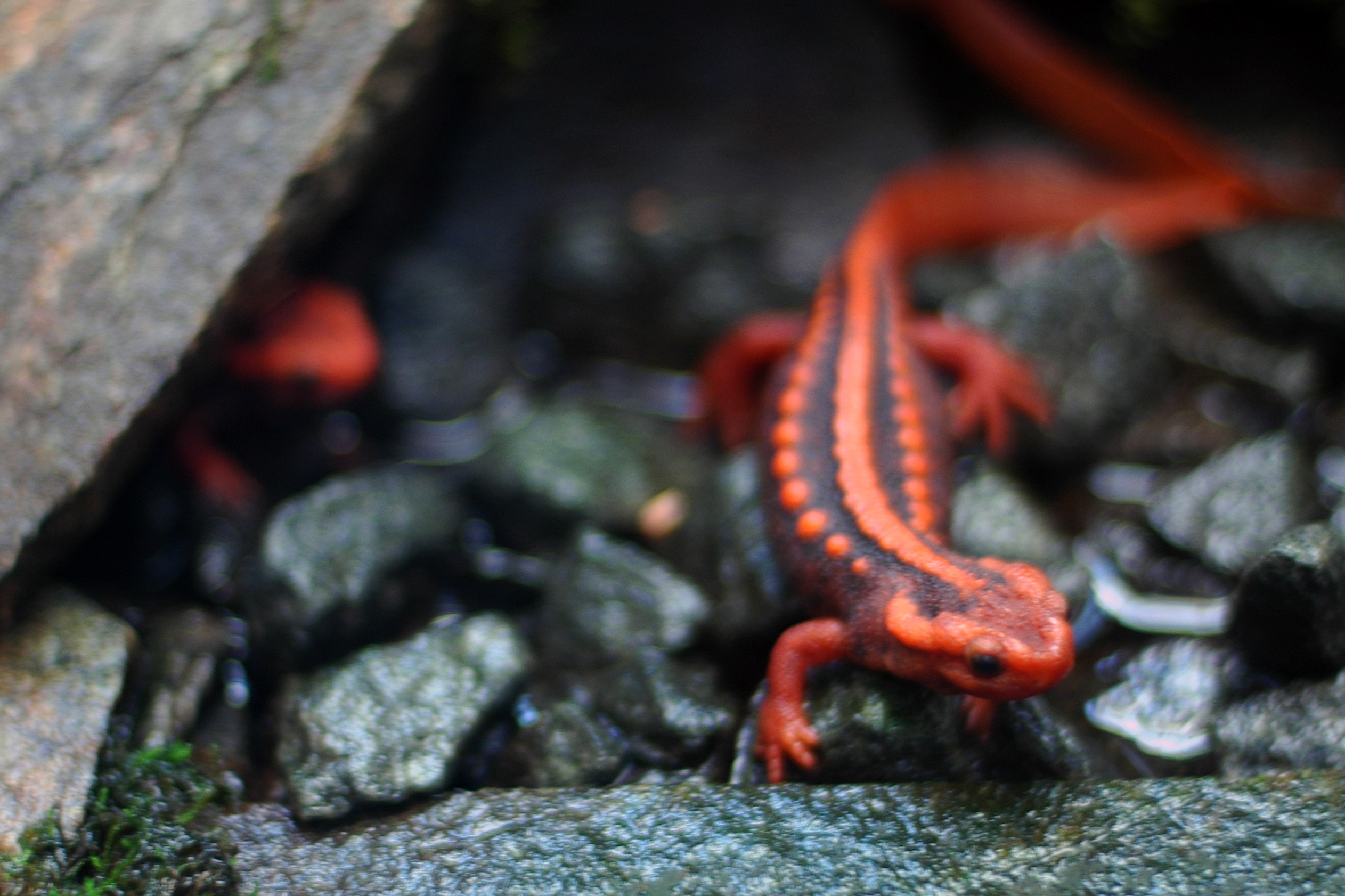
Mandarin-Krokodilmolch

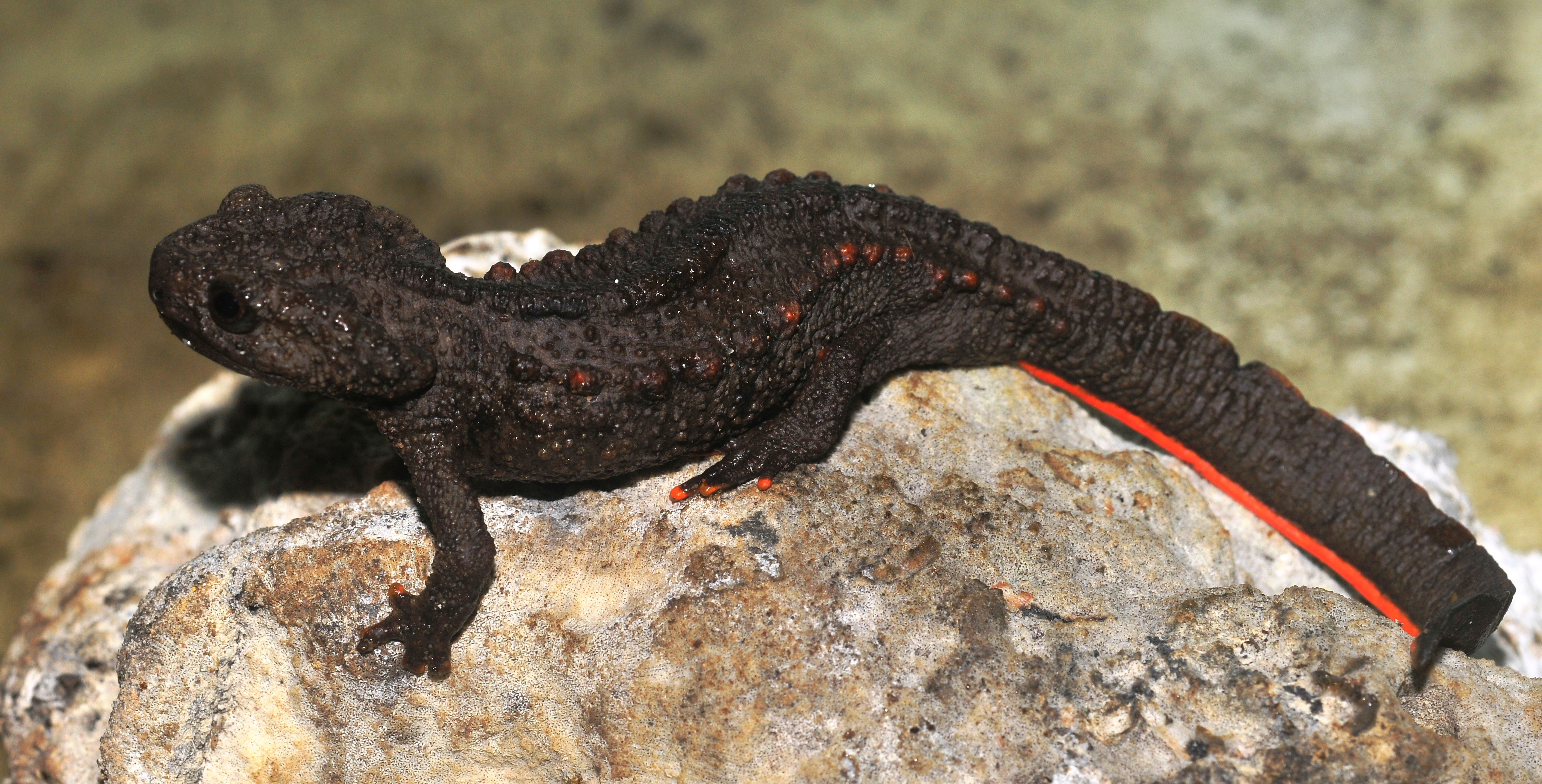
Tylototriton ziegleri

Ende 2014 waren 20 Arten und Unterarten der Krokodilmolche in zwei Untergattungen beschrieben, 2022 waren es bereits 37 Arten. 2023 kamen drei neue Arten dazu, 2024 weitere drei neue Arten. Tylototriton ist damit die zahlenmäßig größte Gattung der Echten Salamander.
Die Untergattungen unterscheiden sich in ihrer Färbung. Die Untergattung Tylototriton (Tylototriton) besitzt orange Punkte oder Flecken auf dem Kopf oder dem Rücken, oft auch orange Bänder entlang der Körperseiten oder des Schwanzes. Die Untergattung Tylototriton (Yaotriton) ist wesentlich dunkler und fast ganz schwarz. Die Untergattung Tylototriton im engeren Sinn wird nach neueren phylogenetischen Untersuchungen in zwei Kladen unterteilt, die Untergattung Yaotriton in drei Kladen. Es wird vermutet, dass noch zahlreiche unentdeckte Arten und Arten, die morphologisch nicht voneinander unterschieden werden können (Kryptospecies), existieren. Dadurch werden für diese Einteilung in verschiedene Artengruppen noch größere Veränderungen erwartet.
Stand: 15. April 2025
- Untergattung Tylototriton (Tylototriton) Dubois & Raffaëlli, 2009[8] 20 Arten
  - Tylototriton anguliceps Le, Nguyen, Nishikawa, Nguyen, Pham, Matsui, Bernardes & Nguyen, 2015
  - Tylototriton himalayanus Khatiwada, Wang, Ghimire, Vasudevan, Paudel & Jiang, 2015
  - Tylototriton houi Hernandez & Dufresnes, 2022 „2023“
  - Tylototriton joe Rao, Zeng, Zhu & Ma, 2022 „2020“[9]
  - Tylototriton kachinorum Zaw, Lay, Pawangkhanant, Gorin & Poyarkov, 2019
  - Tylototriton kweichowensis Fang & Chang, 1932
  - Tylototriton panwaensis Grismer, Wood, Quah, Thura, Espinoza & Murdoch, 2019
  - Tylototriton phukaensis Pomchote, Khonsue, Thammachoti, Hernandez, Peerachidacho, Suwannapoom, Onishi & Nishikawa, 2020
  - Tylototriton podichthys Phimmachak, Aowphol & Stuart, 2015
  - Tylototriton pseudoverrucosus Hou, Gu, Zhang, Zeng, Li & Lu, 2012
  - Tylototriton pulcherrimus Hou, Zhang, Li & Lu, 2012
  - Tylototriton shanjing Nussbaum, Brodie & Yang, 1995 – Mandarin-Krokodilmolch
  - Tylototriton shanorum Nishikawa, Matsui & Dingqi, 2014[10]
  - Tylototriton soimalai Pomchote, Peerachidacho, Khonsue, Sapewisut, Hernandez, Phalaraksh, Siriput & Nishikawa, 2024[11]
  - Tylototriton taliangensis Liu, 1950
  - Tylototriton umphangensis Pomchote, Peerachidacho, Hernandez, Sapewisut, Khonsue, Thammachoti & Nishikawa, 2021
  - Tylototriton uyenoi Nishikawa, Kanto, Khonsue, Pomchote & Matsui, 2013[1]
  - Tylototriton verrucosus Anderson, 1871 – Geknöpfter Birma-Krokodilmolch
  - Tylototriton yangi Hou, Zhang, Zhou, Li & Lu, 2012
  - Tylototriton zaimeng Decemson, Lalremsanga, Elangbam, Mathipi, Shinde, Purkayastha, Arkhipov, Bragin & Poyarkov, 2023[12]

Tylototriton ngarsuensis Grismer, Wood, Quah, Thura, Espinoza, Grismer, Murdoch & Lin, 2018 wurde mit Tylototriton shanorum synonymisiert.
- Untergattung Tylototriton (Yaotriton) Dubois & Raffaëlli, 2009[8] 23 Arten und Unterarten
  - Tylototriton asperrimus Unterstein, 1930
  - Tylototriton anhuiensis Qian, Sun, Li, Guo, Pan, Kang, Wang, Jiang, Wu & Zhang, 2017
  - Tylototriton broadoridgus Shen, Jiang & Mo, 2012
  - Tylototriton dabienicus Chen, Wang & Tao, 2010
  - Tylototriton daloushanensis Zhou, Xiao & Luo, 2022
  - Tylototriton gaowangjienensis J. Huang, Y. Xiang, Y.-X. Zhang, T. Wu & W.-S. Jiang, 2024[14]
  - Tylototriton hainanensis Fei, Ye & Yang, 1984
  - Tylototriton koliaensis Poyarkov, Nguyen, Le, Le, Arkhipov, Gorin, Hernandez & Dufresnes, 2024[15]
  - Tylototriton liuyangensis Yang, Jiang, Shen & Fei, 2014
  - Tylototriton lizhenchangi Hou, Zhang, Jiang, Li & Lu, 2012
  - Tylototriton maolanensis Li, Wei, Cheng, Zhang & Wang, 2020
  - Tylototriton ngoclinhensis Phung, Pham, Nguyen, Ninh, Nguyen, Bernardes, Le, Ziegler & Nguyen, 2023[16]
  - Tylototriton notialis Stuart, Phimmachak, Sivongxay & Robichaud, 2010[3]
  - Tylototriton panhai Nishikawa, Kanto, Khonsue, Pomchote & Matsui, 2013[1]
  - Tylototriton pasmansi Bernardes, Le, Nguyen, Pham, Pham, Nguyen & Ziegler, 2020
    - T. pasmansi pasmansi Bernardes, Le, Nguyen, Pham, Pham, Nguyen & Ziegler, 2020
    - T. pasmansi obsti Bernardes, Le, Nguyen, Pham, Pham, Nguyen & Ziegler, 2020

  - Tylototriton sini Lyu, Wang, Zeng, Zhou, Qi, Wan & Wang, 2021
  - Tylototriton sparreboomi Bernardes, Le, Nguyen, Pham, Pham, Nguyen & Ziegler, 2020
  - Tylototriton thaiorum Poyarkov, Nguyen & Arkhipov, 2021
  - Tylototriton tongziensis Li, Liu, Shi, Wei & Wang, 2022
  - Tylototriton vietnamensis Böhme, Schöttler, Nguyen & Köhler, 2005 – Vietnamesischer Krokodilmolch[17]
  - Tylototriton wenxianensis Fei, Ye & Yang, 1984
  - Tylototriton ziegleri Nishikawa, Matsui & Nguyen, 2013[18]

Tylototriton daweishanensis Zhao, Rao, Liu, Li & Yuan, 2012 wurde mit Tylototriton yangi Hou, Zhang, Zhou, Li & Lu, 2012 synonymisiert